# Georges Duruy
Auguste Gabriel Georges Duruy, dit Georges Duruy, né le 11 mars 1853 à Paris où il est mort le 23 mars 1918, est un historien et romancier français.

## Biographie
Fils de Victor Duruy et ancien élève de l'École normale supérieure (promotion 1872 Lettres), il est professeur de littérature et d'histoire à l'École polytechnique de 1892 à 1912. Il est l'auteur de nombreux livres historiques et romans, ainsi que d'une pièce de théâtre.
L’Académie française lui décerne le prix Bordin en 1884 pour Le cardinal Carlo Carafa.
Georges Duruy a été suspendu de ses fonctions de professeur de l'École polytechnique pour avoir publié en avril 1899, dans Le Figaro, un article intitulé « Pour la justice et pour l'armée ». Il y prenait la défense d'Alfred Dreyfus. Il est réintégré après une interpellation à la Chambre de Freycinet par le député Jules Gouzy.
Par décret de 1910, il est nommé officier de la Légion d'honneur.
Albert Besnard réalisa le portrait de son épouse Amélie, fille d'Achille Jubinal.

## Publications
- L'École polytechnique, 1814-1914 (1914)
- Biographies d'hommes célèbres des temps anciens et modernes contenant les matières indiquées par les programmes officiels pour la classe préparatoire (1912)
- Maurice Albert, 1854-1907. 12 janvier 1908	(1908)
- École et patrie (1907)
- L'Officier éducateur, leçons faites à l'École polytechnique (1904)
- Pour la justice et pour l'armée (1901)
- Ni Dieu, ni Maître, pièce en 4 actes. Actes 3 et 4	(1890)
- Fin de rêve (1889)
- L'unisson (1887)
- Histoire sommaire de la France jusqu'à Louis XI, rédigée conformément aux programmes de 1885 pour la classe de huitième (1885)
- Histoire sommaire de la France depuis l'avènement de Louis XI jusqu'en 1815, rédigée, conformément aux programmes de 1885, pour la classe de septième (1885)
- Andrée (1884)
- Biographies d'hommes célèbres des temps anciens et modernes, rédigées conformément aux programmes... pour la classe préparatoire (1882)
- Histoire sommaire de la France depuis l'avènement de Henri IV jusqu'à nos jours, rédigée conformément aux programmes de 1880 pour la classe de septième (1881)
- Pour la France. Patriotisme. Esprit militaire (1881)
- Histoire sommaire de la France jusqu'à Henri IV, rédigée, conformément aux programmes de 1880, pour la classe huitième	(1880)
- Histoire sommaire de la France depuis la mort de Louis XI jusqu'à 1815, contenant les matières indiquées par les programmes officiels du 22 janvier 1890 pour la classe de septième (1876)